# Dukade bord
Dukade bord är en permanent kulturhistorisk utställning om seder och bruk kring mat och dryck, som finns på Nordiska museet och producerades av Gösta Berg, intendenten Gunnel Hazelius-Berg, Bengt Bengtsson, Brynolf Hellner samt Elias Svedberg. Den öppnades 4 juni 1955 och hör till de äldsta originalutställningarna i Sverige. Borddukning låg i tiden i efterkrigstidens Sverige då konjunkturen vände uppåt och middagsbjudningar var på modet. 
Dukade bord skulle spegla högreståndskulturer kring mat och måltider i Sverige under perioden 1500 till 1950 och följde Artur Hazelius utställningsprinciper om att placera kulturföremål i tidsriktig kontext. Därigenom ville man forma en helhetsupplevelse. I tio uppbyggda interiörer åskådliggörs tidstypiska måltider med hjälp av måltidsattrapper och föremål ur museets samlingar. Miljömontrarna placerades sida vid sida så att betraktaren kunde promenera från kalas till kalas, som längs en gata med lockande ”skyltfönster” vilket skulle tilltala en urban museipublik. Miljöerna visar i kronologisk ordning ett medeltida matbord med trädiskar och kåsor, en festmiddag under stormaktstiden med tillhörande konfektbord, ett festbord uppdukat enligt Johan Winbergs ”Kok–Bok” (1761), ett bålbord för herrar och tebord för damer från samma tid, en högtidsmiddag från 1800-talet, ett brännvinsbord, frukostbord samt ett kaffebord vilket blev alltmer folkligt under 1800-talets lopp. Utställningen innehåller också en kronologi av dryckeskärl, tallrikar, bestick och serveringsgods från 1500- till 1950-talet.